# 愛知県道262号衣浦西港線
愛知県道262号衣浦西港線（あいちけんどう262ごう きぬうらにしこうせん）は、愛知県半田市内を通る一般県道である。

## 概要

### 路線データ
- 起点：衣浦港[1]
- 終点：愛知県半田市本町[1]

## 沿革
- 1982年3月31日：認定[1]

## 地理

### 通過する自治体
- 愛知県
  - 半田市

### 交差する道路
- 愛知県道112号半田停車場線（銀座本町2丁目交差点）
- 国道247号（本町1丁目交差点）

### 沿線
- 半田市立成岩小学校
- 半田市立半田小学校